# شلی جانسن
شلی جانسن (انگلیسی: Shelly Johnson؛ زادهٔ ۱۹۶۰ میلادی) فیلم‌بردار اهل ایالات متحده آمریکا است. وی دانش‌آموختۀ کالج طراحی آرت‌سنتر بود و از سال ۱۹۸۰ میلادی تاکنون مشغول فعالیت بوده‌است.
از فیلم‌ها یا مجموعه‌های تلویزیونی که وی در آن‌ها نقش داشته است، می‌توان به پارک ژوراسیک ۳، آخرین قلعه، مرد گرگ‌نما، کاپیتان آمریکا: نخستین انتقام‌جو، بی‌مصرف‌ها ۲،  دریای هیولاها و وایلد کارد اشاره نمود.